# Giulia Weber
Giulia Weber, all'anagrafe Giulia Bianchi (Firenze, 2 febbraio 1966), è un'attrice italiana di teatro, cinema e televisione.

## Biografia
Ha studiato arte drammatica al "Piccolo teatro civica scuola d'arte drammatica" di Milano, danza contemporanea e ginnastica acrobatica (trampoli e palla d'equilibrio con i fratelli Colombaioni) ed è stata allieva di Orazio Costa. 
Tra gli spettacoli teatrali in cui ha recitato, ricordiamo: La ferita (1993) di Sergio Pierattini, con la regia di Dominick Tambasco, uno spettacolo sulla strage di via dei Georgofili, che diventa in parte autobiografico per l'attrice, che ha vissuto l'episodio in prima persona.
Oltre a recitare in teatro, ha lavorato in varie fiction tv e soprattutto in numerosi film, tra cui: Il signor Quindicipalle e Io amo Andrea, entrambi diretti da Francesco Nuti, Giorni dispari di Dominick Tambasco, Honolulu Baby, diretto da Maurizio Nichetti, Un amore perfetto, regia di Valerio Andrei, Il quaderno della spesa, regia di Tonino Cervi, Il resto di niente di Antonietta De Lillo, Riprendimi di Anna Negri e Miracolo a Sant'Anna di Spike Lee.

## Filmografia parziale

### Cinema
- Il signor Quindicipalle, regia di Francesco Nuti (1998)
- Donne in bianco, regia di Tonino Pulci (1998)
- Io amo Andrea, regia di Francesco Nuti (2000)
- Tobia al caffè, regia di Gianfranco Mingozzi (2000)
- Giorni dispari, regia di Dominick Tambasco (2000)
- Honolulu Baby, regia di Maurizio Nichetti (2001)
- E adesso sesso, regia di Carlo Vanzina (2001)
- Due e mezzo compreso il viaggio, regia di Samad Zarmandili (2001)
- Un amore perfetto, regia di Valerio Andrei (2002)
- Il quaderno della spesa, regia di Tonino Cervi (2003)
- Il resto di niente, regia di Antonietta De Lillo (2003)
- Raccontami una storia, regia di Francesca Elia (2006)
- Riprendimi, regia di Anna Negri (2008)
- Miracolo a Sant'Anna, regia di Spike Lee (2008)
- Maternity Blues, regia di Fabrizio Cattani (2011)

### Televisione
- Don Matteo – serie TV (2000)
- Il bello delle donne – serie TV (2002)
- Attacco allo Stato, regia di Michele Soavi – miniserie TV (2006)
- Distretto di Polizia 6, regia di Antonello Grimaldi - serie TV, 3 episodi (2006)
- Fuga con Marlene, regia di Alfredo Peyretti – film TV (2007)
- Io non dimentico, regia di Luciano Odorisio – miniserie TV (2008)
- Baciamo le mani - Palermo New York 1958 – serie TV (2013)
- Furore – serie TV (2014, 2018)

## Teatro
- Fratellina, di Spiro Scimone, regia di Francesco Sframeli (2022)